# Erdélyi Gyula (hírlapíró)
Mindszenti Erdélyi Gyula (Gödöllő, 1851. január 26. – Budapest, 1912. január 4.) megyei t. aljegyző és hírlapíró.

## Élete
Erdélyi Ferenc református lelkész és literáti Mády Zsuzsanna fia. Tizenöt éves korában elvesztette édesapját, s ezután édesanyja gondoskodott róla. Tanulmányait a pesti református gimnáziumban kezdte, majd Budapesten szerzett jogi végzettséget. Szegeden az árvízveszély alkalmával a vízrendőri országos bizottságnak jegyzője volt, ezért királyi elismerést kapott. Részt vett a boszniai hadjáratban is. Később a fővárosban kizárólag írásaiból élt.
Már diákként pályadíjban részesült irodalmi munkásságával. Eleinte fordított, apróbb tárcákat és tanulmányokat irt, majd nagyobb szépirodalmi lapokban kezdett novellákat közölni (120 elbeszélése jelent meg.)
1871–1872-ben szerkesztette (névtelenül) a Közrendészeti Lapokat, 1884 márciusától az Új Községi Közlönyt, 1884 júliusától decemberéig a Magyar Közigazgatást és 1892-től a Buda és Vidéke című közigazgatási, közgazdasági és társadalmi hetilapot Budapesten.
Szépirodalmi tárcai, versei és novellái jelentek meg a Pesti Hölgydivatlapban és a Budapesti Bazárban (1867-85), Magyar Bazárban (1869-70), Nefelejtsben (1870), Hazánk és a Külföldben (1870), Képes Világban (1870.), Fővárosi Lapokban (1870-71. 1875. 1883-85. 1889.), Magyarország és a Nagyvilágban (1872-77.), Hirmondóban (1874-83.), Független Hírlapban (1875-77. Bolygó névvel is), Képes Családi Lapokban (1879-1885.), Koszorúban (1879. 1881. 1884.), Havi Szemlében (1879. költemény), M. Szemlében (1880.), Népbarátban (1880.), Pesti Hírlapban (1880.), Hölgyek Lapjában (1881-85.), Ország-Világban (1882-84.), Üstökösben (1882-84.), Nemzeti Ujságban (1884.), Budapest cz. napilapban (1884. Az utolsó Isten, regény és apró tárcák), a drezdai Auf der Höheben (1885.), a budapesti Aus der Gesellschaftban (1885.), Gondüzőben (1885.), Függetlenségben (1885-86. tárcák), Arad és Vidékében (1885.), a Pesti Naplóban (1888. 212. sz. Balázs Sándor), a Franklin-társulat Naptáraiban (1880-83.), a Bolond Istókban ő alapította meg a Peczek Demeter, a Borsszem Jankóban a Czenczi néni alakokat; munkatárs volt a Közérdek, Kelet Népe, Magyarország és Uj Községi Közlöny című lapoknál.

## Művei
- Vázlatok, elbeszélések. Temesvár, 1878.
- Kis pajtások Könyvesháza (Budapest, 1879, Bolygó bácsi névvel)
- Sári bíróné (elbeszélé,. Temesvár, 1882)
- Gavallér asszony (regény, Budapest, 1884, két kötet) (Ism. Fővárosi Lapok 125. sz. Függetlenség 149. sz.)
- Kovász nélkül: víg regény (Budapest, 1885) (Ism. Fővárosi Lapok 1886.)
- Tessék elolvasni. Víg regény. Budapest, 1886. (Ism. Függetlenség 103. sz.)
- Négy eredeti elbeszélés (Budapest, 1887) (Mulattató Zsebkönyvtár 37-38.)
- Hálás szerep (regény, Budapest, 1890)
- Zug a malom (regény, Budapest, 1890)
- A medve (regény, Budapest, 1891)
- A mult (regény, Budapest, 1892)
- Kék szemöldök (regény, Budapest, 1892)
- Az utolsó Isten (regény, Budapest, 1892, két kötet)
- Szegény Dezső (regény, Budapest, 1897)
- Legényváros: igaz történet (Budapest, 1901)
- A zsidók betévedése a történetbe: Chamberlaine nyomán (Budapest, 1909)
- Megcsalatva: egy színésznő naplóregénye (Budapest, 1919)

### Fordítás
- Nana. Regény, franciából ford. Julius.Budapest, 1881. (Nagy Istvánnal együtt.)